# Laxrevel kobban
Laxrevel kobban är en ö i Finland. Den ligger i Norra kvarken och i kommunen Malax i den ekonomiska regionen  Vasa i landskapet Österbotten, i den västra delen av landet. Ön ligger omkring 21 kilometer sydväst om Vasa och omkring 370 kilometer nordväst om Helsingfors.
Öns area är 2 hektar och dess största längd är 240 meter i nord-sydlig riktning.